# Laila Elwi
Laila Ahmed Eloui (nascida em 4 de janeiro de 1962 no Cairo), às vezes creditada como Laila Eloui, Laila Olwy, Laila Elwi e Laila Elwy (em em árabe: ليلى علوي), é uma atriz egípcia. Ela já atuou em mais de 70 filmes e foi homenageada em festivais egípcios e internacionais com prêmios pela maioria de seus papéis. Ela também foi chefe – ou membro – de vários comitês de júri para festivais locais e internacionais. Recentemente, ela recebeu um prêmio por suas realizações ao longo da vida junto com a atriz egípcia Safia El Emari, a atriz sul-coreana Yoon Jeong-hee, o ator americano Richard Gere e a atriz francesa Juliette Binoche durante a abertura do 34º Festival Internacional de Cinema do Cairo.

## Juventude
Eloui nasceu no Cairo, Egito, seu pai Ahmad Eloui é egípcio, enquanto sua mãe Stella é grega de Icária. A avó materna de Eloui era de origem italiana que veio ao Egito para trabalhar no Marriott Mena House Hotel.

## Carreira
Laila começou a sua carreira ainda jovem. Aos sete anos, participou de programas de rádio e televisão e, aos quinze anos, apareceu pela primeira vez no palco em uma peça de Galal El Sharkawy, importante diretor egípcio, chamada Taman Sittat (8 Mulheres).

## Filmes
- Min Agl Al-Haya (1977).

- Kharag wa Lam Ya'oud (1985).
- Ayam Al-Tahadi (1985).
- Gababerat Al-Mena (1985).
- Hekaya fi Kelmeteen (1985).
- Al-Nesaa (1985).
- Zawg Taht Eltalab (1985).
- Wa Tadhak Al-Akdar (1985).
- Al-Harafesh (1986).
- Al Onsa (1986).
- Ah ya Balad (1986).
- Taht Al-Tahdeed (1986).
- Azraa wa Thalath Regal (1986).
- Asr Al-Ze'ab (1986).
- Kelmeta.
- Ya Azizi Kolona Losous.
- Sama Hoss.
- Ya Mehalabeya Ya.
- Al-Hagama.
- Ay Ay.
- Enzar Belta'a.
- Kalil Men Al Hob Katheer Men Al Onf.
- Al Ragol Al Talet.
- Esharet Morour.
- Tofah.
- Ya Donya Ya Gharami.
- Edhak Al Soura Tetla Helwa.
- Al-massir (1997).
- Hala'a Housh (1997).
- Hob Al-Banat (2003).
- Baheb Al-Cima halif bro como Laila Eloui (2005).
- Alwan elsama elsabaah (2008).
- Laylat Al Baby Doll (2008).
- Hakayat Bin Ash-ha (2009).
- El Basabees We El 3osyan descrevendo a história de uma menina que se tornou psicótica depois que seu irmão tomou seu toka
- Brooks, Meadows and Lovely Faces (2016)

## Televisão
- "Lahazat Harega" "Momentos críticos" (2007)]
- Shams (2014)
- Napoleon Wal Mahrousa (2012)[8][9][10]